# Sklepienie krzyżowo-żebrowe

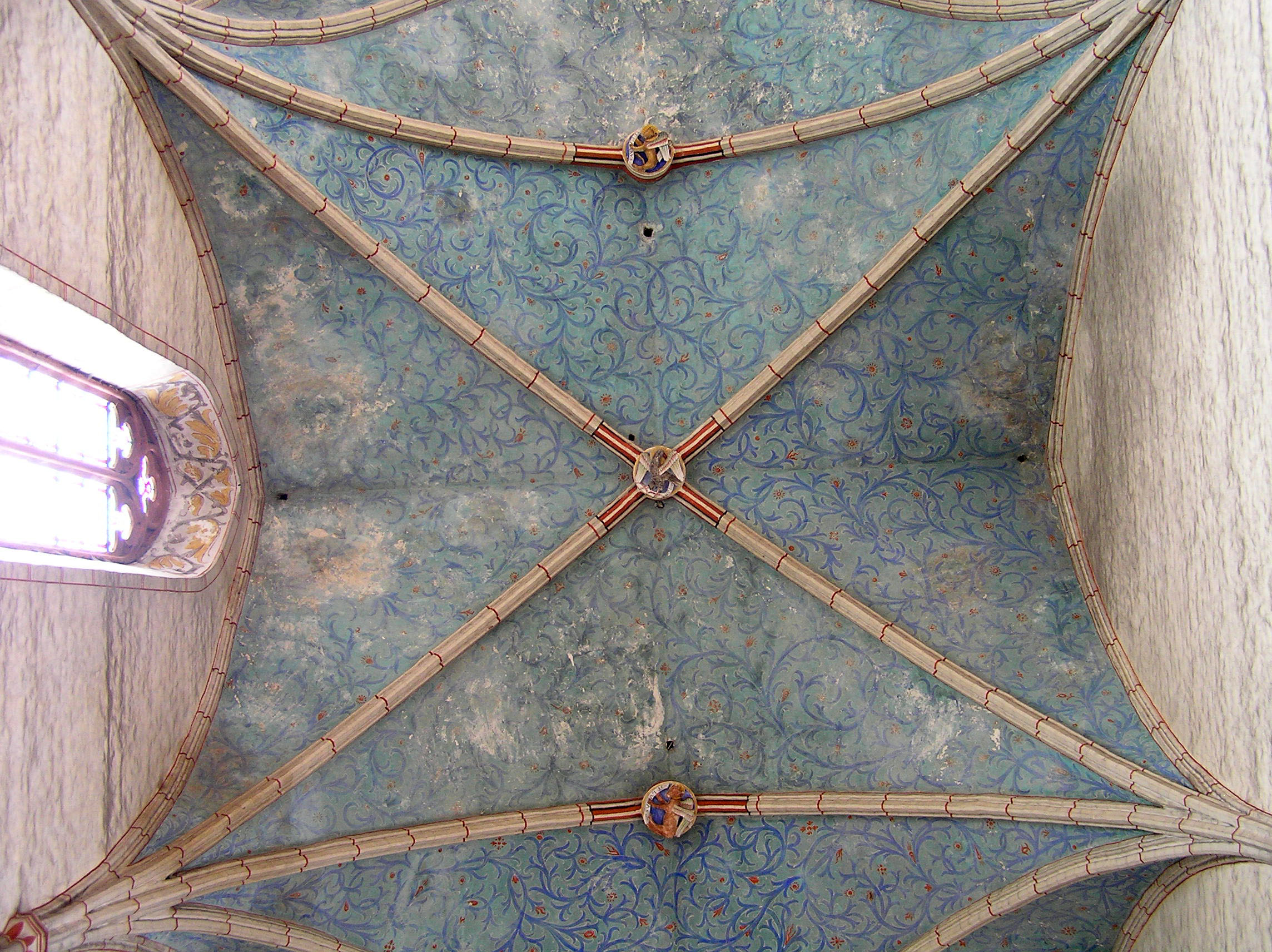
Sklepienie krzyżowo-żebrowe, kościół śś. Jakuba St. i Mikołaja w Chełmnie

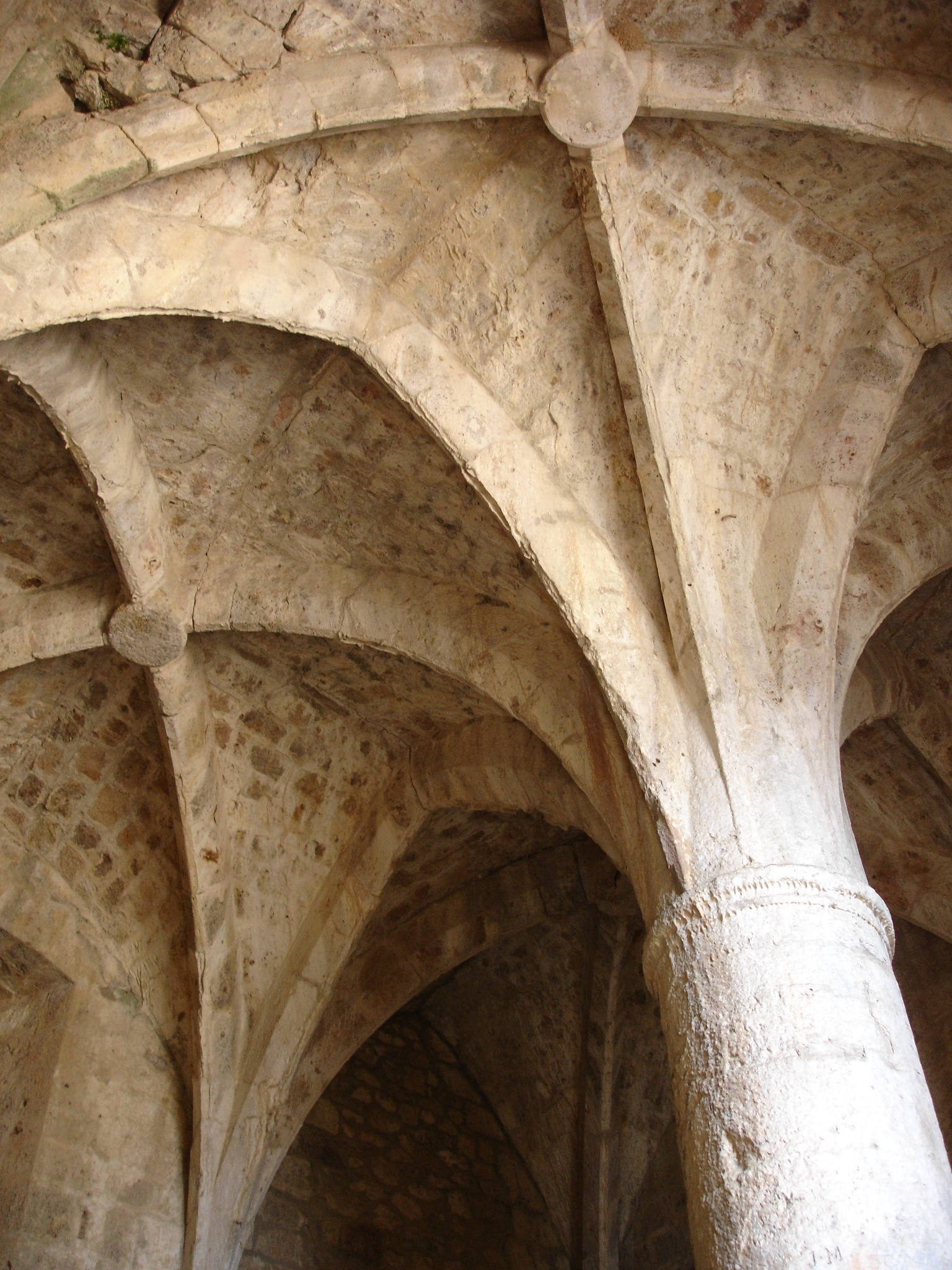
Sklepienie krzyżowo-żebrowe w piwnicach Château de Quéribus (Francja)

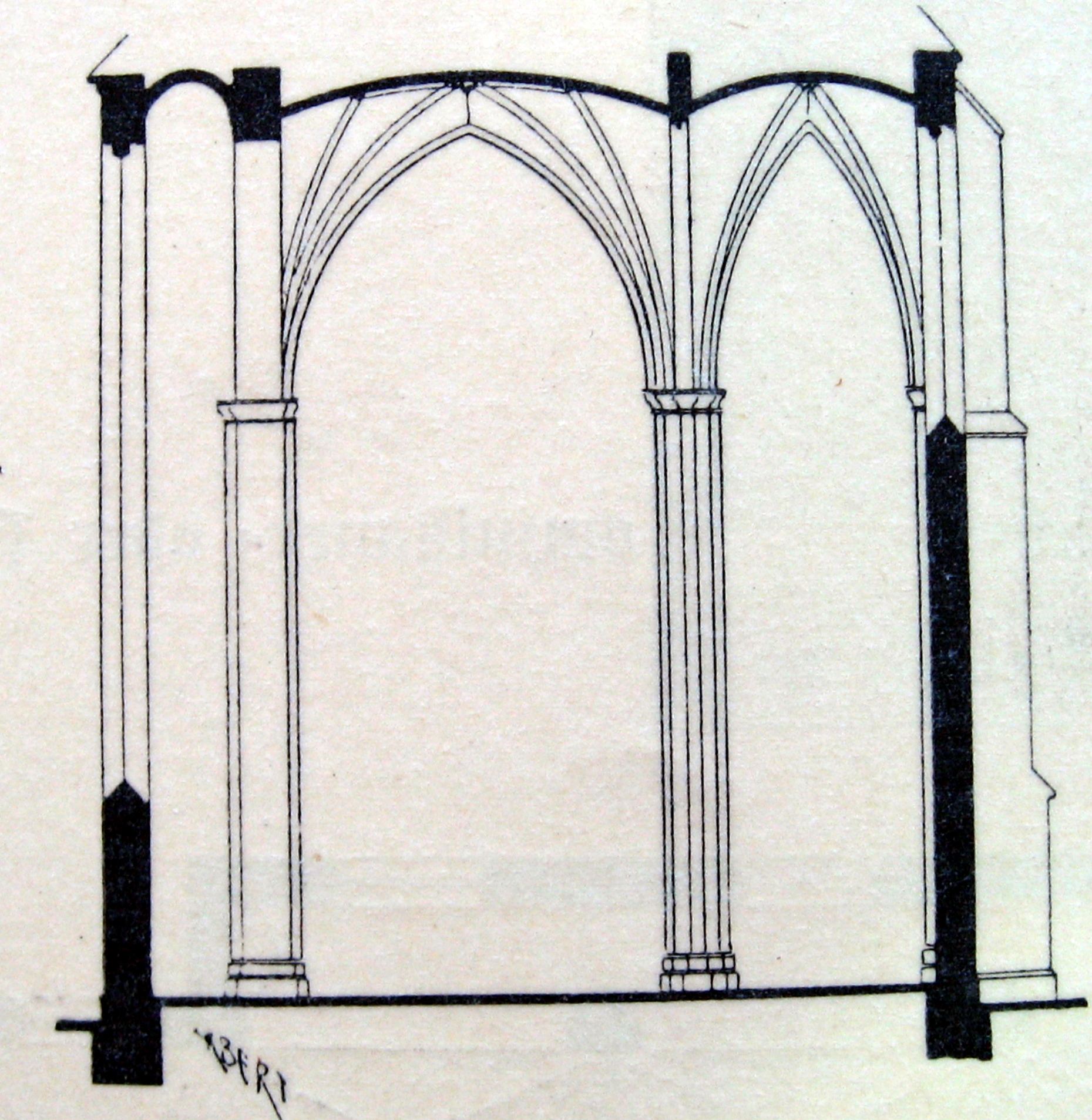
Schemat sklepienia krzyżowo-żebrowego

Sklepienie krzyżowo-żebrowe – sklepienie krzyżowe o wyraźnie zaznaczonych łękach przez wymurowanie żeber w miejscu przenikania kolebek nad przestrzenią na planie kwadratu. Sklepienie krzyżowo-żebrowe to jeden z najważniejszych elementów architektury gotyckiej, które wyparło sklepienie krzyżowe na początku XI w. Wraz z systemem łuków przyporowych umożliwiło budowę charakterystycznych dla stylu gotyckiego wysokich, ażurowych budowli. 

## Historia
Sklepienia żebrowe mają podobny kształt do wcześniej opracowanych sklepień krzyżowych, różnią się jednak zasadniczo konstrukcją, ponieważ żebra przejęły teraz funkcję nośną. W okresie romańskim pierwsze sklepienia żebrowe powstały poprzez umieszczenie na grzbiecie płaskiego żebra (stąd też zwanego sklepieniem żebrowym), które początkowo pełniło funkcję dekoracyjną i konstruktywnie nienośną. Sklepienia transeptu w katedrze w Spirze (po 1081) uważane są za pierwsze romańskie sklepienia żebrowe. Mniej więcej w tym samym czasie, poczynając od 1093, żebrowe sklepienia katedry w Durham były pierwszym budynkiem, który został sklepiony z żebrami we wszystkich częściach. W tej fazie rozwoju proste przekroje ukształtowały kształty żeber (kwadratowe, migdałowe, gruszkowe itp.), z których następnie rozwinęło się sklepienie z nośnymi żebrami krzyżowymi. Pewne przekroje żeber były charakterystyczne dla poszczególnych zakonów lub klasztorów. Na przykład w klasztorze cystersów Clairvaux preferowano kształty żeber o przekroju kwadratowym (tzw. żebro skrzynkowe). Można je również znaleźć we wszystkich klasztorach córek Clairvaux. Ten kształt żebra jest spotykany również w architekturze świeckiej, takiej jak zamki i forty Fryderyka II w południowych Włoszech (Castel del Monte itp.).

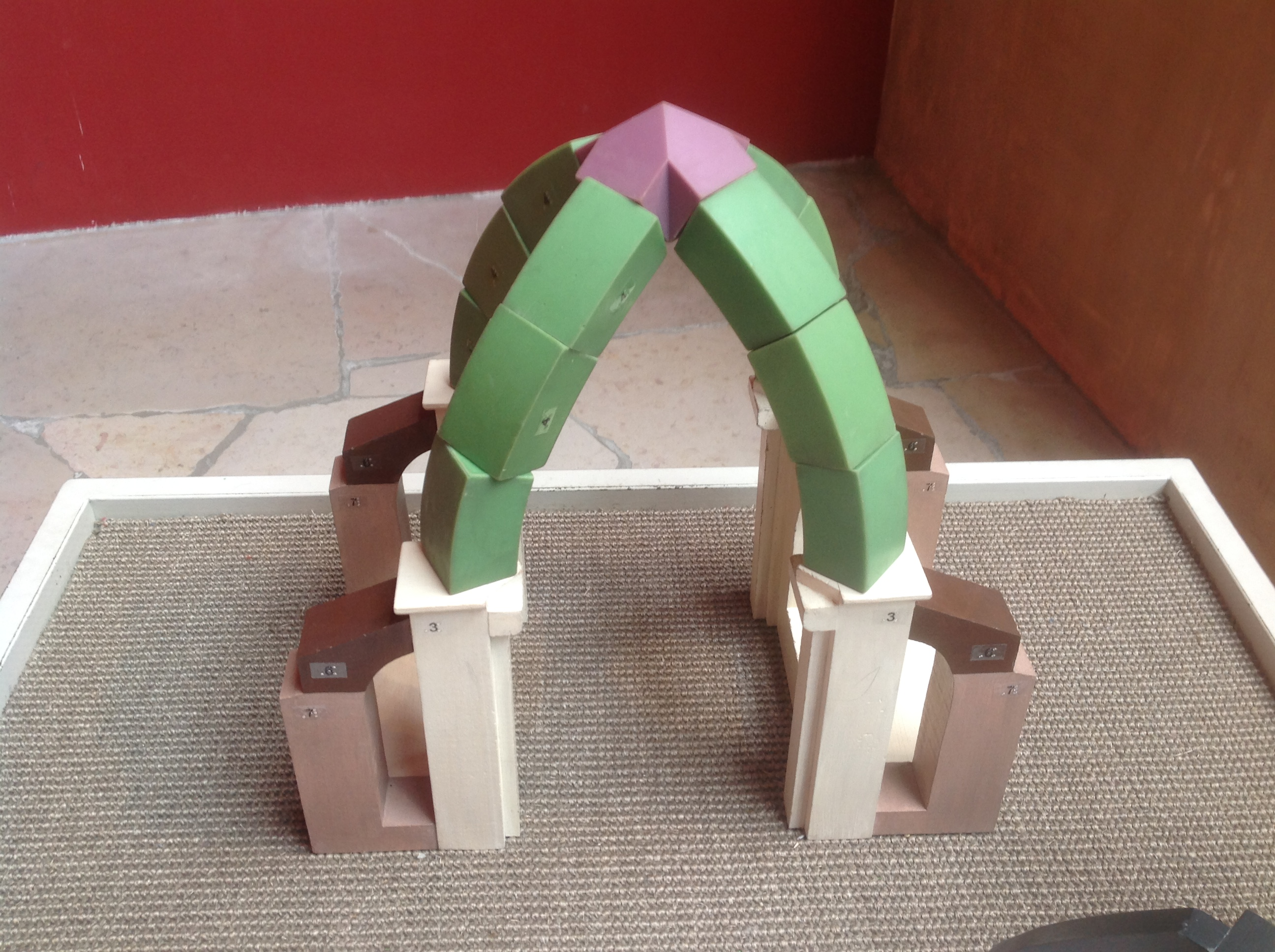
Dynamika sklepienia krzyżowo-żebrowego, z naciskiem żeber na zewnątrz i w dół równoważony przez kolumny i przypory. Elementy modelu mogą stać samodzielnie, bez cementu. (Francuskie Muzeum Zabytków, Paryż)

## Konstrukcja
Sklepienie krzyżowo-żebrowe składa się z czterech łuków żebrowych, odpowiadających im czterech punktów przyczółków w narożach i centralnego zwornika. Sklepienie krzyżowo-żebrowe jest lżejsze, nie wymaga masywnej ściany, na której musiałoby się opierać, a podpory, dzięki nałożeniu na nie służek, nie muszą być potężne. Pierwszym krokiem w budowie sklepienia było drewniane rusztowanie do poziomu szczytu kolumn nośnych. Następnie na wierzchołku rusztowania budowano precyzyjną drewnianą ramę o dokładnym kształcie żeber (krążyna). Kamienne segmenty żeber były następnie starannie układane w ramie i łączone zaprawą murarską. Kiedy wszystkie żebra były na swoim miejscu, zwornik umieszczano na wierzchołku, gdzie się zbiegały. Gdy zwornik znajdował się na swoim miejscu, żebra mogły stać samodzielnie, podparte ciężarem dociskającym się w dół i na zewnątrz. Następnie robotnicy wypełniali trójkątne przedziały powstałe między żebrami dopasowanymi kawałkami cegły lub kamienia. Ramę usuwano. Murowane przedziały miały grubość około 15 cm. Po wykończeniu przedziałów ich wewnętrzną powierzchnię najczęściej tynkowano, a następnie malowano.